# 甲府市総合市民会館
甲府市総合市民会館（こうふしそうごうしみんかいかん）は山梨県甲府市にある多目的ホールである。2024年4月からは甲府市総合市民会館の命名権を甲府市内の宝石卸売り業者が取得し、施設の名称がリッチダイヤモンド総合市民会館に変更されている。

## 概要
1989年（平成元年）の甲府市制100年を記念して建てられた施設であり、観客席付のアリーナやホール、さらには地域の公民館としての機能を持っている。甲府市中心部にほど近い住宅密集地に所在するが、これは1977年（昭和52年）に同市南部へ移転した甲府市立甲府商業高等学校の跡地の再利用であることによる。

## 施設
アリーナ
- バレーボールやバスケットボールなどの室内競技や大規模公演会に対応。
- 客席:2000席（固定席658席、可動席1342席）
- フロア面積:1,500m2
- 演台:123m2
- 控室:2室

ホール
- 演劇やコンサートに対応。
- 客席:500席（全席固定席）
- 演台:219m2
- 控室:3室

格技場
- 空手や剣道などに対応
- フロア面積:438m2

多目的室
- 各種展示会や即売会に対応。

イベントモール
公民館
- 講義室や料理実習室、研修室、和室など。

会議室
- 大会議室:収容人員150人
- 会議室:4室、収容人員8人～48人

## アクセス
- 身延線南甲府駅より徒歩10分。
- 中央本線甲府駅南口より山梨交通バス83系統「奈良原」行き、富士急バス「富士急上阿原車庫」行きに乗車し「甲府市総合市民会館」バス停下車。
- 中央自動車道甲府昭和インターチェンジより車で15分。